# Tangent vertical

Tangent vertical a la funció ƒ(x) a x =c.

En matemàtiques, una tangent vertical és una recta tangent que és vertical. Com que una línia vertical té pendent infinita, una funció tal que la seva gràfica té una tangent vertical no és derivable en el punt de tangència.

## Definició a partir del límit
Una funció ƒ té una tangent vertical a x  = a si el quocient de diferències que es fa servir per definir la derivada té límit infinit:
{\displaystyle \lim _{h\to 0}{\frac {f(a+h)-f(a)}{h}}={+\infty }\quad {\text{or}}\quad \lim _{h\to 0}{\frac {f(a+h)-f(a)}{h}}={-\infty }.}
El primer cas correspon a una tangent vertical que s'inclina cap a dalt, i el segon cas a una tangent vertical que s'inclina de manera descendent. Informalment parlant, el gràfic de ƒ té una tangent vertical a x  = a si la derivada de ƒ a a és infinita o positiva o negativa.
Per a una funció contínua, sovint es pot detectar una tangent vertical prenent el límit de la derivada. Si
{\displaystyle \lim _{x\to a}f'(x)={+\infty }{\text{,}}}
llavors ƒ ha de tenir una tangent vertical que s'inclina cap a dalt a x  = a. De manera similar, si
{\displaystyle \lim _{x\to a}f'(x)={-\infty }{\text{,}}}
llavors ƒ ha de tenir una tangent vertical que s'inclina cap avall a x  = a. En aquestes situacions, la tangent vertical a ƒ apareix com a asímptota vertical a gràfic de la derivada.

## Cúspides Verticals
Relacionat de prop amb les tangents verticals hi ha les cúspides verticals. Això ocorre quan les derivades laterals són les dues infinites, però una és positiva i l'altre és negativa. Per exemple, si
{\displaystyle \lim _{h\to 0^{-}}{\frac {f(a+h)-f(a)}{h}}={+\infty }\quad {\text{i}}\quad \lim _{h\to 0^{+}}{\frac {f(a+h)-f(a)}{h}}={-\infty }{\text{,}}}
llavors el gràfic de ƒ tindrà una cúspide vertical que s'inclina amunt al canté esquerra i cap avall al dret.
Igual com amb les tangents verticals, les cúspides verticals a vegades es poden detectar en el cas d'una funció contínua examinant el límit de la derivada. Per exemple, si
{\displaystyle \lim _{x\to a^{-}}f'(x)={-\infty }\quad {\text{i}}\quad \lim _{x\to a^{+}}f'(x)={+\infty }{\text{,}}}
llavors el gràfic de ƒ tindrà una cúspide vertical que s'inclina cap avall al costat esquerre i cap amunt al dret. Això correspon a una asímptota vertical sobre el gràfic de la derivada que va cap a {\displaystyle \infty } a l'esquerra i {\displaystyle -\infty } a la dreta.

## Exemple
La funció
{\displaystyle f(x)={\sqrt[{3}]{x}}}
té una tangent vertical a x  = 0, ja que és contínua i
{\displaystyle \lim _{x\to 0}f'(x)\;=\;\lim _{x\to 0}{\frac {1}{\sqrt[{3}]{x^{2}}}}\;=\;\infty .}
De manera similar, la funció
{\displaystyle g(x)={\sqrt[{3}]{x^{2}}}}
té una cúspide vertical a x  = 0, ja que és contínua
{\displaystyle \lim _{x\to 0^{-}}g'(x)\;=\;\lim _{x\to 0^{-}}{\frac {1}{\sqrt[{3}]{x}}}\;=\;{-\infty }{\text{,}}}
i
{\displaystyle \lim _{x\to 0^{+}}g'(x)\;=\;\lim _{x\to 0^{+}}{\frac {1}{\sqrt[{3}]{x}}}\;=\;{+\infty }{\text{.}}}